# Componentes simétricas
O método de componentes simétricas (também conhecido como Teorema de Fortescue) é usado para o estudo de sistemas de potência polifásicos desequilibrados. Consiste na decomposição dos elementos de tensão ou corrente das fases, em parcelas iguais, mas com ângulos de fase diferentes. Desta forma é possível desmembrar o circuito polifásico em "n" circuitos monofásicos, supondo válido o princípio da sobreposição, ou seja, que os circuitos sejam lineares.
O uso de componentes simétricas é extensivamente usado no estudo do desempenho de sistemas de potência, como por exemplo em condições de curto-circuito.

## Sistema trifásico
No caso do sistema trifásico, haverá três componentes: zero, positiva e negativa (podendo também ser chamados, respectivamente, de componente homopolar, direta e inversa):
- A componente positiva representa o elemento de tensão ou corrente em condições nominais equilibradas, com um sentido de giro, por convenção, positivo.
- A componente negativa representa o elemento de tensão ou corrente com sentido de giro inverso.
- A componente zero representa o elemento de tensão ou corrente não girante.

Por exemplo, um vetor de tensões de fase pode ser expresso por
{\displaystyle V_{abc}={\begin{bmatrix}V_{a}\\V_{b}\\V_{c}\end{bmatrix}}}
Com o equivalente em componentes simétricas:
{\displaystyle V_{012}={\begin{bmatrix}V_{0}\\V_{1}\\V_{2}\end{bmatrix}}}
A relação entre as tensões é definido por:
{\displaystyle V_{abc}=A\cdot V_{012}}
{\displaystyle {\begin{bmatrix}V_{a}\\V_{b}\\V_{c}\end{bmatrix}}={\begin{bmatrix}V_{0}\ +\ V_{1}\ +\ V_{2}\\V_{0}\ +\ \alpha ^{2}V_{1}\ +\ \alpha V_{2}\\V_{0}\ +\ \alpha V_{1}\ +\ \alpha ^{2}V_{2}\end{bmatrix}}}
Onde {\displaystyle \alpha =e^{j{\frac {2\pi }{3}}}}, representando a defasagem de {\displaystyle 120^{o}} entre as tensões.
A matriz de transformação é definida por:
{\displaystyle A={\begin{bmatrix}1&1&1\\1&\alpha ^{2}&\alpha \\1&\alpha &\alpha ^{2}\end{bmatrix}}}
E a sua inversa por:
{\displaystyle {A}^{-1}={\frac {1}{3}}{\begin{bmatrix}1&1&1\\1&\alpha &\alpha ^{2}\\1&\alpha ^{2}&\alpha \end{bmatrix}}}
Onde temos que:
{\displaystyle V_{012}={A}^{-1}V_{abc}}